# Ferdinand M. Gerlach

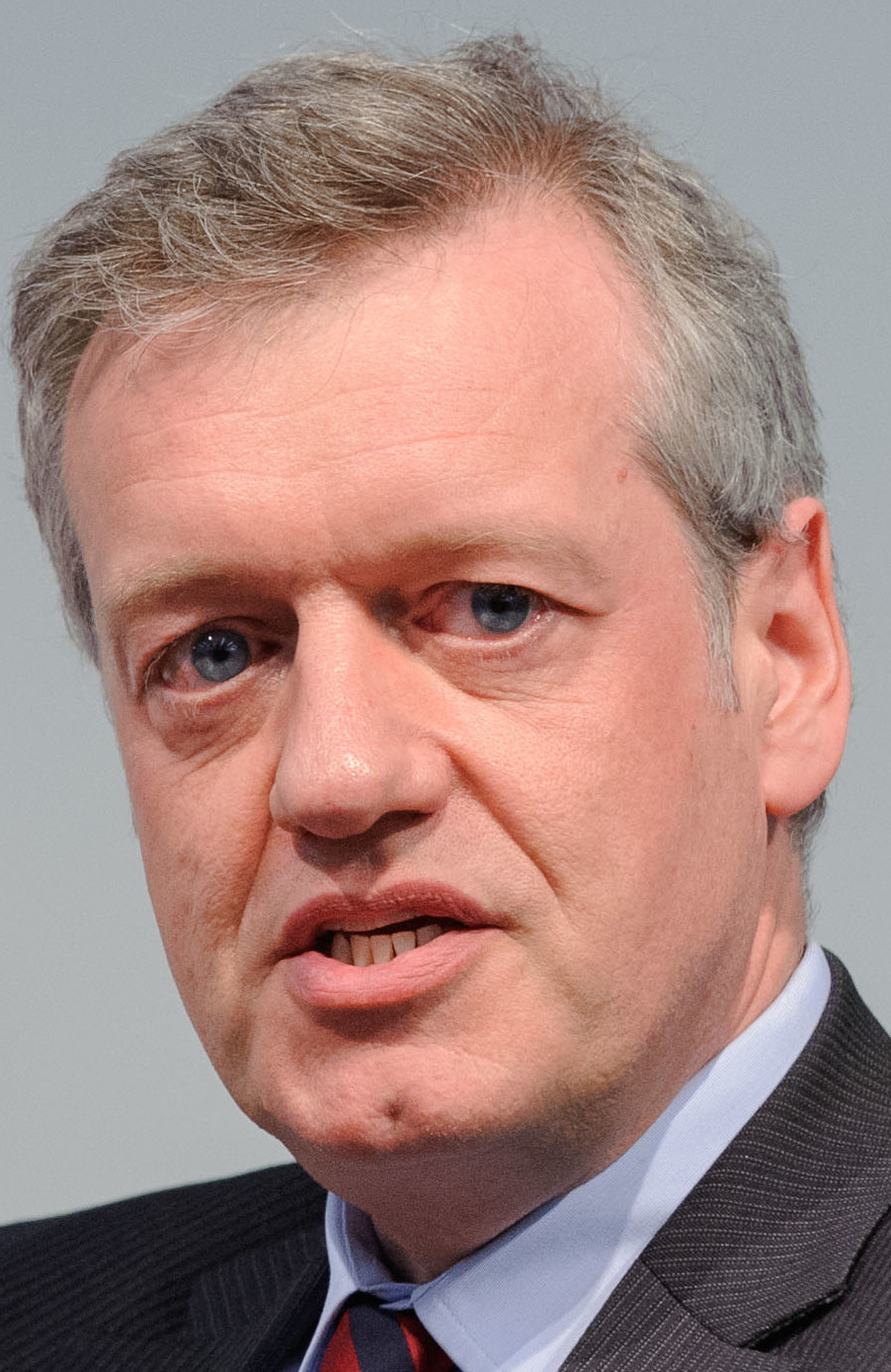
Ferdinand M. Gerlach, 2013

Ferdinand M. Gerlach (* 8. Februar 1961 in Marsberg) ist ein deutscher Mediziner, Wissenschaftler und ehemaliger Vorsitzender des Sachverständigenrats zur Begutachtung der Entwicklung im Gesundheitswesen.
Nach Promotion und Weiterbildung zum Facharzt für Allgemeinmedizin habilitierte sich Gerlach 1998. Zunächst war er an den Universitäten Hannover bzw. Kiel tätig, seit 2004 dann als Universitätsprofessor für Allgemeinmedizin und Direktor des Instituts für Allgemeinmedizin an der Johann Wolfgang Goethe-Universität Frankfurt am Main.
2007 wurde Gerlach Mitglied des Sachverständigenrats zur Begutachtung der Entwicklung im Gesundheitswesen, am 30. Juni 2011 wurde er dessen stellvertretender Vorsitzender und im September 2012 wurde Vorsitzender dieses Rates. Seine Mitgliedschaft in diesem Gremium endete am 31. Januar 2023.
Gerlach war Gründungs- und Vorstandsmitglied des Deutschen Netzwerks Evidenzbasierte Medizin und des Aktionsbündnisses Patientensicherheit. Von 2010 bis 2016 war er Präsident der Deutschen Gesellschaft für Allgemeinmedizin und Familienmedizin, nachdem er ab 2007 zunächst als deren Vizepräsident fungierte. Seit 2019 ist er Vorsitzender der Deutschen Stiftung für Allgemeinmedizin und Familienmedizin (DESAM).